# Čentur
Čentur (wł. Centora) – wieś w Słowenii, w gminie miejskiej Koper. 1 stycznia 2018 liczyła 147 mieszkańców.